# جيف كوهن (مغني)
جيف كوهن (بالإنجليزية: Jeff Cohen)‏ هو مغني ومنتج أسطوانات ومغن مؤلف أمريكي، ولد في 28 يناير 1966.

## وصلات خارجية
- جيف كوهن على موقع ميوزك برينز (الإنجليزية)
- جيف كوهن على موقع ديسكوغز (الإنجليزية)